# IC 522
IC 522 је лентикуларна галаксија у сазвјежђу Велики медвјед која се налази на листи објеката дубоког неба у Индекс каталогу.
Деклинација објекта је + 57° 10' 0" а ректасцензија 8h 54m 34,8s. Привидна величина (магнитуда) објекта IC 522 износи 12,9 а фотографска магнитуда 13,9. IC 522 је још познат и под ознакама UGC 4654, MCG 10-13-31, CGCG 288-10, PGC 25009.